# Патрісіо Остачук
Хав'єр Патрісіо Остачук (ісп. Javier Patricio Ostachuk; нар. 5 травня 2000, Обера, Аргентина) — аргентинський футболіст українського походження, центральний захисник «Індепендьєнте».

## Життєпис
Футболом розпочав займатися в 4-річному віці в дитячій академії «Олімпія де Обера», яка після злиття змінила назву на «Олімпія / Сан-Антоніо». У 2014 році неодноразову перебував на перегляді в «Ньюеллс Олд Бойз», з яким у 2015 році підписав контракт. Однак у команді затримався лише на один рік. У 2016 році, після успішного перегляду, перебрався в «Індепендьєнте». У 2020 році здійснив прорив до першої команди, де перекваліфікувався на позицію центрального захисника, на відміну від попередніх років. Дебютував у першій команді 6 грудня 2020 року в переможному поєдинку Кубку професіональної ліги проти «Дефенса і Хустісії».

## Статистика виступів

### Клубна
Станом на 5 травня 2021.
| Сезон             | Команда           | Чемпіонат         | Чемпіонат | Чемпіонат | Нац. кубок | Нац. кубок | Нац. кубок | Конт. кубок | Конт. кубок | Конт. кубок | Інші кубки | Інші кубки | Інші кубки | Загалом | Загалом |
| Сезон             | Команда           | Змаг.             | Матчі     | Голи      | Змаг.      | Матчі      | Голи       | Змаг.       | Матчі       | Голи        | Змаг.      | Матчі      | Голи       | Матчі   | Голи    |
| ----------------- | ----------------- | ----------------- | --------- | --------- | ---------- | ---------- | ---------- | ----------- | ----------- | ----------- | ---------- | ---------- | ---------- | ------- | ------- |
| 2020              | «Індепендьєнте»   |                   | -         | -         | КДАМ       | 2          | 0          | КП          | 0           | 0           |            | -          | -          | 2       | 0       |
| 2021              | «Індепендьєнте»   |                   | -         | -         | КДАМ       | 1          | 0          | CS          | 3           | 0           |            | -          | -          | 4       | 0       |
| Усього за кар'єру | Усього за кар'єру | Усього за кар'єру | 0         | 0         |            | 3          | 0          |             | 3           | 0           |            | -          | -          | 6       | 0       |